# ブレダ・ザパタ BZ.308
ブレダ・ザパタ BZ.308
- 用途：旅客機、輸送機
- 設計者：フィリッポ・ザパタ（Filippo Zappata）
- 製造者：ブレダ
- 運用者：イタリア空軍
- 初飛行：1948年8月27日
- 生産数：1機
- 運用開始：1949年
- 退役：1950年

ブレダ・ザパタ BZ.308（Breda-Zappata BZ.308）は、ブレダで製造されたイタリアの4発旅客機である。

## 設計と開発
航空機設計技師のフィリッポ・ザパタはヨーロッパ航空路と大西洋横断航空路の両用に4発の民間輸送機を開発した。ブレダ・ザパタ BZ.308の製造は1946年中にブレダのセスト・サン・ジョヴァンニ工場で始まった。連合軍の管理将校が作業を中止させ、1947年1月まで再開されなかった。ブリストル セントーラス エンジンの納入遅れが初飛行を更に遅らせ、初飛行はマリオ・ストッパニ（Mario Stoppani）の操縦で1948年8月27日に行われた。
BZ.308は全金属製の巨大な低翼単葉機で胴体は楕円形断面をしており、二組の垂直尾翼とラダーが付いた大きな水平尾翼に引き込み式の降着装置が付いていた。4基のブリストル セントーラス エンジンが5枚ブレードのプロペラを駆動した。設計では5人の運航要員と2つのキャビンに55名の乗客が搭乗することになっており、高蜜型では80名の乗客を乗せることが計画されていた。飛行テストは順調に進んだが財政的な問題と、第二次世界大戦後の旅客機市場でアメリカ製の旅客機が大きなシェアを占めるであろうことが分かってきた。マーシャル・プランの要請によりブレダの航空産業部門を閉鎖するように圧力がかかり、この計画は破棄された。この後、ブレダは航空機の製造を止めた。

## 運用の歴史
BZ.308の試作機は1949年にイタリア空軍が輸送機として購入した。1950年にインド、アルゼンチン、イランから注文があったにもかかわらず、連合軍側からイタリアに戦後の旅客機市場の競争から降りるように圧力がかけられたため、試作機1機が製造されただけだった。
1948年8月27日に民間や軍の当局者や政治家、イタリア大統領の前でBZ.308の初飛行が行われた。
イタリア空軍に引き渡された試作機は1950年に1日のローマとモガディシオ間の飛行に使用され、着陸の失敗により損傷を受けた後、1954年に破壊されるまでソマリアの飛行場に放置された。この機はイタリアで最初の大西洋横断機であり、1948年に新しいマルペンサ空港に乗り入れた最初の航空機であった。
この機の姿は映画ローマの休日の中の飛行場の場面ではっきり見られる。

## 要目
- 乗員 - 5名
- 搭乗可能乗客数 - 55名
- 全長 - 33.50 m （109 ft 10¾ in）
- 全幅 - 42.10 m （138 ft 1½ in）
- 全高 - 7.20 m （23 ft 7½ in）
- 翼面積 - 206.60 m2 （2,224 ft2）
- 空虚重量 - 23,000 kg （50,706 lb）
- 最大離陸重量 - 40,000 kg （88,185 lb）
- 最高速度 - 575 km/h （357 mph）
- 巡航高度 - 10,000 m （32,810 ft）
- エンジン - ブリストル セントーラス（2,500 hp （1,864 kw）） × 4